# Arvo Oksala
Arvo Alfred Oksala, född 2 juli 1920 i Sordavala, död 16 december 1993 i Åbo, var en finländsk läkare. Han var son till Arvi Oksala.
Oksala avlade medicine och kirurgie doktorsexamen 1951. Han var 1961–1985 professor i oftalmologi och 1971–1985 dekanus för medicinska fakulteten vid Åbo universitet.
Oksala blev känd för att ha utvecklat en metod att med ultraljud vid starroperation bestämma dioptrivärdet för den implanterade linsen. Han erhöll Anders Jahres pris 1970. 